# José Soler Carnicer

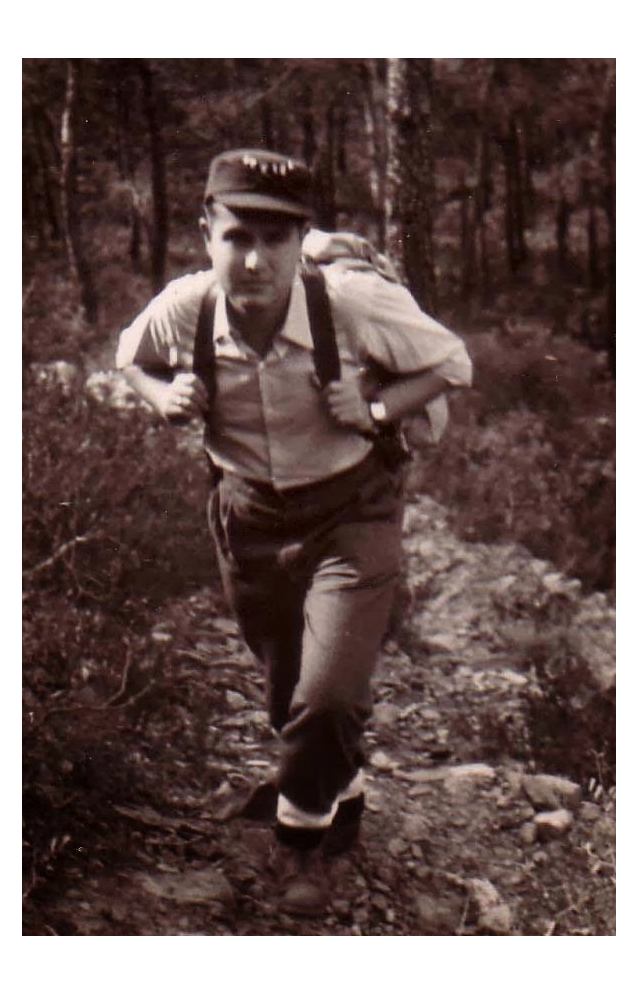
José Soler Carnicer, en una excursió

José Soler Carnicer (València, 23 d'agost 1931 - València, 23 de maig 2020) va ser un periodista i escriptor especialitzat en temes turístics, excursionistes i de muntanya, geografia, història, cultura i folklore. És autor d'una àmplia bibliografia, amb més de 60 llibres sobre temes diversos com ara geografia valenciana i d'Espanya, cròniques muntanyeres, el Rotary Club València, les falles, així com un diccionari de muntanya.

## Primers anys i trajectòria literària
José Soler Carnicer va nàixer al Barri de Russafa el 23 d'agost 1931, però els inicis de la seva família paterna van ser als camps d'horta de La Fonteta de Sant Lluís. Durant els anys quaranta va viure a Gijón perquè a son pare el van destinar a aquella ciutat com a oficial de correus. En aquesta ciutat asturiana va tindre el primer contacte amb el món del muntanyisme -com les ascensions a Covadonga i els Picos d'Europa- i també amb l'escriptura. D'aquesta manera, va obtindre el Primer Premio de las Justas Literarias de la Juventud, i en tornar a València va exercir la professió de pèrit industrial.
Començà a col·laborar en el periòdic Las Provincias amb relats de ficció i ciència-ficció, i articles sobre muntanyisme i espeleologia, on inicià després la seua sèrie Rutes Valencianes, i les 128 pàgines es resumiren en un llibre considerat avui un clàssic de l'excursionisme, i que Eliseu Climent editaria més tard la traducció al valencià. Per encàrrec de Vicent Garcia Editores publicà la col·lecció de 5 toms Nuestras Tierras, i publicà altres obres com Las Montañas más Altas del Mundo il·lustrats, Valencia Pintoresca y Tradicional i d'altres. També ha publicat el Primer Diccionari de muntanya de la Comunitat Valenciana (2013), un llibre on recull la situació dels principals accidents geogràfics de muntanya. També ha publicat Las Cruces de Termino de la ciudad de Valencia (2014), materialitzant un precedent en l'estudi, ja que mai havia eixit a la llum un treball com aquest en la ciutat de València. Ha publicat dos llibres de narrativa, el primer d'ells La Cruz de Malta i La guerra civil no terminó el 1 de abril de 1939, amb què va obtindre el 1er Premi Villa de Chiva.
Entre els anys 1972-1977 va ser Director de Redacció de la Gran Enciclopèdia de la Regió Valenciana. Des de l'any 1987 fins al 1999, fou president de l'Associació Valenciana de Periodistes i Escriptors de Turisme i vicepresident des del 2000. És membre del Comité Executiu de la Federació Espanyola de Periodistes i Escriptors de Turisme, i també de l'Institut d'Estudis Valencians. L'any 1994 fou president del Rotary Club Valencia i té dedicat un carrer en el barri de Natzaret de la València.

## Trajectòria alpinista i espeleològica
En els primers anys 50 del segle XX es va fer soci del Centre Excursionista de València (CEV), creat en 1946, i de la seua Secció d'Exploracions Subterrànies (SES), existent des de 1948, participant activament en les seues principals activitats. Entre les més destacades en l'àmbit de l'espeleologia mencionar l'exploració de la Cova de Sant Josep en La Vall d'Uixó en 1959, i en la dècada dels 60 el Túnel del Sumidor en Vallada, una de les majors cavitats de guix del món, o la Cova Cerdanya en Benafer en 1966, entre moltes altres. Però sens dubte el càrrec més important que va ostentar va ser el de President de la Federació Valenciana de Muntanyisme entre els anys 1971 i 1978. En aquest període va protagonitzar la segona expedició valenciana al Aconcagua, però no va obtindre el premi de coronar el cim per les inclemències meteorològiques i perquè van realitzar un salvament a un escalador; i també en 1974 va realitzar l'ascensió al Kilimanjaro a Kenya.

## Distincions i premis
- Pluma de Plata de la Federación Española de Periodistas y Escritores de Turismo en l'any 1984.
- Insignia d'Or del Centre Excursionista de València en 2001.
- Medalla d'Or de la Federació Valenciana de Muntanyisme en 2015.
- III Concurso de Cuentos “Max Aub” de Segorbe en 1989.
- Premio Nacional de Prensa "FEPET 1999".
- Premio XIV Premios de Otoño “Villa de Chiva” en 2003.
- Premi de Narrativa de l'Ateneu de València en 2015.

## Publicacions
- 1982 - Rutes valencianes, vol. 1, Eliseu Climent editor, ISBN 84-7502-059-3
- 1984 - Rutes valencianes, vol. 2, Eliseu Climent editor, ISBN 84-7502-103-4
- 1985 - Nuestras tierras, vol. 1 i 2, Vicent García Editores, ISBN 978-84-85094-43-1
- 1986 - Rutes valencianes, vol. 3, Eliseu Climent editor, ISBN 84-7502-157-3
- 1986 - Nuestras tierras, vol. 3, Vicent García Editores, ISBN 978-84-85094-43-1
- 1987 - Nuestras tierras, vol. 4, Vicent García Editores, ISBN 978-84-85094-43-1
- 1989 - Altea, villa mediterránea, Autor-editor 12, ISBN 978-84-404-3788-4
- 1990 - Nuestras tierras, vol. 5, Vicent García Editores, ISBN 978-84-85094-43-1
- 1997 - La otra historia de Valencia, Carena Editors, ISBN 978-84-87398-15-5
- 1997 - Dónde ir y qué hacer en la Comunidad Valenciana, Carena Editors, ISBN 978-84-87398-14-8
- 1998 - Rutes valencianes (tres volums), Edicions 3i4, ISBN 84-7502-058-5
- 1999 - 70 años de Rotary Internacional en Valencia, Clemente Cortés, José María ISBN 978-84-605-8587-9
- 2000 - El Maestrazgo, Carena Editors, ISBN 978-84-87398-44-5
- 2000 - Calderona y Camp de Morvedre, Carena Editors, ISBN 978-84-87398-46-9
- 2001 - 500 años de fallas, Diputació de València ISBN 978-84-7795-275-6
- 2001 - Costa Blanca (Denia-Javea), Carena Editors, ISBN 978-84-87398-53-7
- 2002 - Leyendas y tradiciones de Castellón, Carena Editors, ISBN 978-84-87398-63-6
- 2002 - La cruz de Malta, El Nadir Tres, ISBN 978-84-931761-0-5
- 2002 - Costa Blanca II: Benidorm-Guadalest, Carena Editors, ISBN 978-84-87398-56-8
- 2003 - Valencia, seis rutas a pie: guía turística, Carena Editors, ISBN 978-84-87398-73-5
- 2006 - Morella y els Ports, Carena Editors, ISBN 978-84-96419-17-9
- 2007 - Valencia, pintoresca y tradicional II, Carena Editors, ISBN 978-84-96419-31-5
- 2007 - Las ermitas de valencia (coautor amb Paco Alberola Cuñat), Ajuntament de València, ISBN 978-84-8484-208-8
- 2010 - Más de 500 años de fallas, Diputació de València, ISBN 978-84-7795-563-4
- 2011 - Conocer las fallas, Diputació de València, ISBN 978-84-7795-585-6
- 2012 - Sorpréndete en la provincia de Valencia, Diputació de València, ISBN 978-84-7795-632-7
- 2013 - Primer diccionari valencià de muntanya, Sergraf Integral, ISBN 978-84-942062-1-4
- 2013 - Pequeño diccionario de montaña de la Comunidad Valenciana, Sergraf Integral, ISBN 978-84-942062-0-7
- 2015 - Leyendas del peñón de Ifach y otras historias montañeras, Ajuntament de Petrer, ISBN 978-84-95254-50-4
- 2015 - Historias, leyendas y tradiciones de la provincia de Valencia, Diputació de València, ISBN 978-84-7795-725-6
- 2015 - Las cruces de término de la ciudad de Valencia, Ajuntament de València, ISBN 978-84-9089-010-3
- 2017 - Conversaciones en la cumbre, Sergraf Integral, ISBN 978-84-943884-1-5